# Compuesto cíclico
En química orgánica, un compuesto cíclico es un compuesto en el que una serie de átomos de carbono están conectados para formar un lazo o anillo. Un ejemplo muy bien conocido es el benceno. Cuando hay más de un anillo en una sola molécula, por ejemplo en el naftaleno, se usa el término "policíclico", y cuando hay un anillo conteniendo más de una docena de átomos, se usa el término "macrocíclico".

El benceno, un compuesto cíclico.
La naftalina, un compuesto policíclico simple.
La porfirina, un compuesto macrocíclico simple.

## Categorización
Los compuestos cíclicos pueden ser categorizados:
- Compuesto alicíclico
  - Cicloalcano
  - Cicloalqueno
- Hidrocarburo aromático
  - Hidrocarburo aromático policíclico
- Compuesto heterocíclico
- Macrociclo

## Reacciones de cierre de anillo y apertura de anillo

Reacción de anelación de Dieckmann

Algunos conceptos relacionados en síntesis orgánica son las denominadas reacciones de cierre de anillo o reacciones de anelación, en las que se forma un compuesto cíclico, y las reacciones de apertura de anillo en las que se abre un anillo.
Algunos ejemplos de reacciones de cierre de anillo son:
- Metátesis de cierre de anillo
- Reacción de ciclización de Nazarov
- Síntesis de anillos grandes de Ruzicka
- Condensación de Dieckmann
- Síntesis de Wenker

Algunos ejemplos de reacciones de apertura de anillo son:
- Un tipo general de reacción de polimerización: la polimerización de apertura de anillo
- Polimerización de metátesis por apertura de anillo